# This Must Be the Place (Naive Melody)
This Must Be the Place (Naive Melody) è il secondo singolo estratto dall'album Speaking in Tongues dei Talking Heads. 

## Tracce
Testi di David Byrne, musiche di David Byrne, Chris Frantz, Jerry Harrison, Tina Weymouth.
1. This Must Be the Place (Naive Melody) – 3:50
2. Moon Rocks – 5:04

## Classifica
Versione originale
| Classifica (1983)      | Posizione massima |
| ---------------------- | ----------------- |
| Official Singles Chart | 51                |
| US Billboard Hot 100   | 62                |

Versione live
| Classifica (1986)      | Posizione massima |
| ---------------------- | ----------------- |
| Official Singles Chart | 100               |

## Colonna sonora
- La canzone fa parte della colonna sonora del film Wall Street e del suo seguito, entrambi per la regia di Oliver Stone, e in ambedue le pellicole la si può sentire durante i titoli di coda.
- Nel 2011 questo brano viene utilizzato come parte della colonna sonora dell'omonimo film, diretto da Paolo Sorrentino. Il titolo della pellicola viene scelto proprio in onore di tale brano e con il consenso di David Byrne[5], che partecipa nel ruolo di se stesso.